# 南風洲
南風洲（英語：Nam Fung Chau）是香港的一個島嶼，地區行政上屬於西貢區。它位於北丫碼頭以南，糧船灣海對開海面，面積為0.01平方公里，形狀像蛋一樣，高約50米，地勢大致由北向南傾斜。南風洲上並沒有居民居住。